# Красный Ключ (Иглинский район)
Красный Ключ (баш. Красный Ключ) — деревня в Иглинском районе Башкортостана, входит в состав Иглинского сельсовета.

## Население
| 2002 | 2009 | 2010 |
| ---- | ---- | ---- |
| 45   | ↗57  | ↘54  |

## Географическое положение
Расстояние до:
- районного центра (Иглино): 3 км,
- центра сельсовета (Иглино): 3 км,
- ближайшей ж/д станции (Иглино): 3 км.

## История
В 1964 году произошло изменение административного подчинения, согласно Указу Президиума Верховного Совета Башкирской АССР от 6 апреля 1964 г. № 6-2/36 о передаче раб. пос. Иглино и населённых пунктов Госпитомник, Еленинский, Красный Ключ, Петро-Федоровка Иглинского поссовета Нуримановского промышленного района в состав Иглинского сельского района Башкирской АССР.